# Tony D'Algy
Tony D'Algy (nombre artístico de Antonio Eduardo Lozano Guedes), (Luanda, 1897-Lisboa, 29 de abril de 1977) fue un actor portugués.

## Biografía
Apareció en alrededor de una sesentena de películas entre 1924 y 1948, tanto en España como en Portugal y Bélgica. Entre ellas se incluye The Boob, una película muda de 1926 donde Joan Crawford hizo una de sus primeras apariciones cinematográficas.
Tony D'Algy era el hermano mayor de la también actriz Helena D'Algy.

## Filmografía completa
- El diablo santificado (1924)
- Injusto desprecio (1924)
- Meddling Women (1924)
- Monsieur Beaucaire (1924)
- The Hooded Falcon (1924)
- Soul Mates (1925)
- Monte Carlo (1926)
- The Boob (1926)
- The Gay Deceiver (1926)
- Raza de hidalgos (1927)
- Carillons et dentelles, chansons de rivières (1929)
- Figaro (1929)
- La femme rêvée (1929)
- La roche d'amour (1929)
- L'appel de la chair (1929)
- Quiero ser duquesa (1929)
- Un soir au cocktail's bar (1929)
- Cinópolis (1930)
- El secreto del doctor (1930)
- Le ruisseau (1930)
- Ruines (1930)
- Toda una vida (1930)
- Un clown dans la rue (1930)
- Voicidimanche (1930)
- La fiesta del diablo (1931)
- La incorregible (1931)
- Lo mejor es reír (1931)
- Sombras del circo (1931)
- Le coq du régiment (1933)
- Una semana de felicidad (1934)
- ...Y pasa la comparsa (1937)
- Mateo (1937)
- Papá Chirola (1937)
- Il segreto inviolabile (1939)
- La casa de la Troya (1939)
- Su mayor aventura (1939)
- El nacimiento de Salomé (1940)
- Lluvia de millones (1940)
- El crucero Baleares (1941)
- Polizón a bordo (1941)
- Primer amor (1941)
- Torbellino (1941)
- Boda en el infierno (1942)
- La blanca Paloma (1942)
- Madrid de mis sueños (1942)
- ¡Qué contenta estoy! (1942)
- Todo por ellas (1942)
- Café de París (1943)
- El ilustre Perea (1943)
- Misterio en la marisma (1943)
- El testamento del Virrey (1944)
- La noche del martes (1944)
- Una herencia en París (1944)
- Fado, história d'uma cantadeira (1947)
- O leão da Estrela (1947)
- La casa de las sonrisas (1948)
- Aquellas palabras (1948)
- Si te hubieses casado conmigo (1948)